# Vincent Zhou
Vincent Zhou (San Jose, 25 oktober 2000) is een Amerikaans kunstschaatser. Zhou werd in 2017 wereldkampioen bij de junioren. Als eerste kunstschaatser landde hij in 2018 bij de Olympische Winterspelen succesvol na het springen van een viervoudige lutz.

## Biografie
Zhou, jongste kind in een Chinees-Amerikaans gezin waarvan de ouders in 1992 naar de Verenigde Staten emigreerden, was vijfenhalf jaar oud toen hij begon met kunstschaatsen. Zijn oudere zus Vivian is een competitief schoonspringster. Toen Zhou een peuter was, verhuisde het gezin naar Palo Alto. Zijn trainingslocatie in Riverside was zesenhalf uur rijden vanaf zijn woonplaats. Zhou's ouders werkten als computerwetenschapper in Silicon Valley, maar zijn moeder nam voor haar zoon eind 2009 ontslag. Zij kon zo elke week op zondag met Zhou naar Riverside reizen en zat daar tot vrijdag, terwijl zijn vader met zijn zus in Palo Alto bleef.
In drie opeenvolgende jaren werd Zhou drie keer nationaal kampioen: in de klasse intermediate in 2011, bij de novice in 2012 en bij de junioren in 2013. Door blessures, waar hij ook aan is geopereerd, moest zijn debuut bij de senioren twee jaar worden uitgesteld. Hij nam twee keer deel aan de WK voor junioren. In 2016 werd hij vijfde en in 2017 bemachtigde hij de wereldtitel. Zhou won verder in januari 2018 de bronzen medaille bij de olympische kwalificatiewedstrijden en werd daarop - net als zijn landgenoten Nathan Chen en Adam Rippon - geselecteerd om deel te nemen aan de Olympische Winterspelen in Pyeongchang. Hier werd hij zesde bij de mannen. Als eerste kunstschaatser had hij er een succesvolle landing na het springen van een viervoudige lutz.

## Persoonlijke records
Behaald tijdens ISU wedstrijden. 
|                     | punten | datum      | toernooi          |
| ------------------- | ------ | ---------- | ----------------- |
| Hoogste totaalscore | 299.01 | 12-04-2019 | World Team Trophy |
| Hoogste korte kür   | 100.51 | 11-04-2019 | World Team Trophy |
| Hoogste vrije kür   | 198.50 | 12-04-2019 | World Team Trophy |

## Belangrijke resultaten
| Kampioenschap                                     | 12/13 | 13/14 | 14/15 | 15/16 | 16/17  | 17/18         | 18/19         | 19/20         | 20/21         | 21/22           |
| ------------------------------------------------- | ----- | ----- | ----- | ----- | ------ | ------------- | ------------- | ------------- | ------------- | --------------- |
| Olympische Spelen                                 |       |       |       |       |        | 6e            |               |               |               | t.z.t. · (team) |
| Wereldkampioenschap                               |       |       |       |       |        | 14e           | Brons         | *             | 25e           | Brons           |
| Viercontinentenkampioenschap                      |       |       |       |       |        |               | Brons         |               | *             |                 |
| Grand Prix-finale                                 |       |       |       |       |        |               |               |               |               | *               |
| Nationaal kampioenschap                           |       |       |       | 8e    | Zilver | Brons         | Zilver        | 4e            | Zilver        | Brons           |
| WK junioren                                       |       |       |       | 5e    | Goud   | geen deelname | geen deelname | geen deelname | geen deelname | geen deelname   |
| Junior Grand Prix-finale                          |       |       |       | 4e    |        | geen deelname | geen deelname | geen deelname | geen deelname | geen deelname   |
| NK junioren                                       | Goud  |       |       |       |        | geen deelname | geen deelname | geen deelname | geen deelname | geen deelname   |
| * Afgelast naar aanleiding van de coronapandemie. |       |       |       |       |        |               |               |               |               |                 |

2014: Pljoesjtsjenko, Lipnitskaja, Volosozjar/Trankov, Stolbova/Klimov, Bobrova/Solovjov, Ilinych/Katsalapov ·
2018: Chan, Osmond, Daleman, Duhamel/Radford, Virtue/Moir ·
2022: Chen, Zhou, Chen, Knierim/Frazier, Hubbell/Donohue, Chock/Bates